# Elecciones a las Juntas Generales del País Vasco de 1999
Las elecciones a las Juntas Generales del País Vasco de 1999 se celebraron el 13 de junio de 1999, eligiéndose a los miembros de las Juntas Generales de Álava, de Guipúzcoa y de Vizcaya. 
A lo largo de la misma jornada, se celebraron también elecciones a la mayoría de los Parlamentos Autonómicos de España (con excepción de los parlamentos de Euskadi, Galicia, Cataluña y Andalucía); a las asambleas de Ceuta y Melilla; a los Cabildos Insulares canarios; a los Consejos Insulares de Baleares; al Consejo General de Arán; y a los concejos de Navarra; así como las elecciones municipales.

## Candidatos
En la siguiente tabla se muestran los candidatos a las Juntas Generales del País Vasco, por parte de las formaciones políticas que contaban con representación antes de las elecciones:
| Territorio histórico y Diputado General en la anterior legislatura | Candidatos | Observaciones |
| ------------------------------------------------------------------ | --- | --- |
| Álava Féliz Ormazabal (EAJ-PNV)                                    | - PP: Ramón Rabanera - EAJ-PNV/EA: Félix Ormazabal - PSE-EE: Fernando Buesa - EH: Iñaki Usategi - UA: Javier Moraza - IU-EB: José Miguel Fernández | - El Partido Nacionalista Vasco y Eusko Alkartasuna se presentan por primera vez en la candidatura conjunta EAJ-PNV/EA. - La izquierda abertzale se presenta a las elecciones con el nombre de Euskal Herritarrok. |
| Guipúzcoa Román Sudupe (EAJ-PNV)                                   | - EAJ-PNV/EA: Román Sudupe Olaizola - EH: Xabier Zubizarreta - PSE-EE: Guillermo Echenique - PP: Iñigo Manrique                                    | - El Partido Nacionalista Vasco y Eusko Alkartasuna se presentan por primera vez en la candidatura conjunta EAJ-PNV/EA. - La izquierda abertzale se presenta a las elecciones con el nombre de Euskal Herritarrok. |
| Vizcaya Josu Bergara Etxebarria (EAJ-PNV)                          | - EAJ-PNV/EA: Josu Bergara - PP: Carlos Olazabal - PSE-EE: Josu Montalban - EH: Endika Garai - IU-EB: Angel Bao                                    | - El Partido Nacionalista Vasco y Eusko Alkartasuna se presentan por primera vez en la candidatura conjunta EAJ-PNV/EA. - La izquierda abertzale se presenta a las elecciones con el nombre de Euskal Herritarrok. |

## Resultados electorales
Para optar al reparto de escaños en una circunscripción, la candidatura debe obtener al menos el 3% de los votos válidos emitidos en dicha circunscripción.

El Diputado General es elegido por los miembros de las Juntas Generales una vez constituidas éstas (entre el 1 y el 25 de junio).
| ← Elecciones a las Juntas Generales del País Vasco de 1999 →                                         | |            |         |        |         |     |
| Territorio histórico                                                                                 | Diputado general y gobierno | Partido    | Votos   | %      | Escaños | +/- |
| Álava 51 procuradores/as - Ayala: 6 - Vitoria: 39 - Zuya, Salvatierra, Añana, Campezo y Laguardia: 6 | - Diputado general: Ramón Rabanera (PP) - Gobierno: PP (en minoría) - Censo: 243.388 - Abstención: 86.664 (35,61 %) - Nulos: 1.522 (0,97 %) - En blanco: 2.500 (1,6 %)                | PP         | 44.607  | 29,22% | 16      | 7   |
| Álava 51 procuradores/as - Ayala: 6 - Vitoria: 39 - Zuya, Salvatierra, Añana, Campezo y Laguardia: 6 | - Diputado general: Ramón Rabanera (PP) - Gobierno: PP (en minoría) - Censo: 243.388 - Abstención: 86.664 (35,61 %) - Nulos: 1.522 (0,97 %) - En blanco: 2.500 (1,6 %)                | EAJ-PNV/EA | 44.166  | 28,93% | 16      | 3a  |
| Álava 51 procuradores/as - Ayala: 6 - Vitoria: 39 - Zuya, Salvatierra, Añana, Campezo y Laguardia: 6 | - Diputado general: Ramón Rabanera (PP) - Gobierno: PP (en minoría) - Censo: 243.388 - Abstención: 86.664 (35,61 %) - Nulos: 1.522 (0,97 %) - En blanco: 2.500 (1,6 %)                | PSE-EE     | 26.122  | 17,11% | 9       | 2   |
| Álava 51 procuradores/as - Ayala: 6 - Vitoria: 39 - Zuya, Salvatierra, Añana, Campezo y Laguardia: 6 | - Diputado general: Ramón Rabanera (PP) - Gobierno: PP (en minoría) - Censo: 243.388 - Abstención: 86.664 (35,61 %) - Nulos: 1.522 (0,97 %) - En blanco: 2.500 (1,6 %)                | EH         | 21.154  | 13,86% | 6       | 2b  |
| Álava 51 procuradores/as - Ayala: 6 - Vitoria: 39 - Zuya, Salvatierra, Añana, Campezo y Laguardia: 6 | - Diputado general: Ramón Rabanera (PP) - Gobierno: PP (en minoría) - Censo: 243.388 - Abstención: 86.664 (35,61 %) - Nulos: 1.522 (0,97 %) - En blanco: 2.500 (1,6 %)                | UA         | 9.448   | 6,19%  | 2       | 7   |
| Álava 51 procuradores/as - Ayala: 6 - Vitoria: 39 - Zuya, Salvatierra, Añana, Campezo y Laguardia: 6 | - Diputado general: Ramón Rabanera (PP) - Gobierno: PP (en minoría) - Censo: 243.388 - Abstención: 86.664 (35,61 %) - Nulos: 1.522 (0,97 %) - En blanco: 2.500 (1,6 %)                | IU-EB      | 7.181   | 4,7%   | 2       | 1   |
| Guipúzcoa 51 junteros/as - Bidasoa-Oiartzun: 11 - Deba-Urola: 14 - Donostialdea: 17 - Oria: 9        | - Diputado general: Román Sudupe (EAJ-PNV) - Gobierno: EAJ-PNV y EA (en minoría) - Censo: 583.327 - Abstención: 199.001 (34,11 %) - Nulos: 3.997 (1,04 %) - En blanco: 5.895 (1,53 %) | EAJ-PNV/EA | 130.031 | 34,73% | 19      | 3a  |
| Guipúzcoa 51 junteros/as - Bidasoa-Oiartzun: 11 - Deba-Urola: 14 - Donostialdea: 17 - Oria: 9        | - Diputado general: Román Sudupe (EAJ-PNV) - Gobierno: EAJ-PNV y EA (en minoría) - Censo: 583.327 - Abstención: 199.001 (34,11 %) - Nulos: 3.997 (1,04 %) - En blanco: 5.895 (1,53 %) | EH         | 105.033 | 28,05% | 14      | 3b  |
| Guipúzcoa 51 junteros/as - Bidasoa-Oiartzun: 11 - Deba-Urola: 14 - Donostialdea: 17 - Oria: 9        | - Diputado general: Román Sudupe (EAJ-PNV) - Gobierno: EAJ-PNV y EA (en minoría) - Censo: 583.327 - Abstención: 199.001 (34,11 %) - Nulos: 3.997 (1,04 %) - En blanco: 5.895 (1,53 %) | PSE-EE     | 68.173  | 18,21% | 10      | 1   |
| Guipúzcoa 51 junteros/as - Bidasoa-Oiartzun: 11 - Deba-Urola: 14 - Donostialdea: 17 - Oria: 9        | - Diputado general: Román Sudupe (EAJ-PNV) - Gobierno: EAJ-PNV y EA (en minoría) - Censo: 583.327 - Abstención: 199.001 (34,11 %) - Nulos: 3.997 (1,04 %) - En blanco: 5.895 (1,53 %) | PP         | 55.029  | 14,7%  | 8       | 1   |
| Guipúzcoa 51 junteros/as - Bidasoa-Oiartzun: 11 - Deba-Urola: 14 - Donostialdea: 17 - Oria: 9        | - Diputado general: Román Sudupe (EAJ-PNV) - Gobierno: EAJ-PNV y EA (en minoría) - Censo: 583.327 - Abstención: 199.001 (34,11 %) - Nulos: 3.997 (1,04 %) - En blanco: 5.895 (1,53 %) | IU-EB      | 13.639  | 3,64%  | 0       | 2   |
| Vizcaya 51 apoderados/as - Bilbao: 16 - Busturia-Uribe: 12 - Durango-Arratia: 9 - Encartaciones: 14  | - Diputado general: Josu Bergara (EAJ-PNV) - Gobierno: EAJ-PNV y EA (en minoría) - Censo: 977.090 - Abstención: 348.760 (35,69 %) - Nulos: 5.398 (0,86 %) - En blanco: 9.686 (1,54 %) | EAJ-PNV/EA | 227.768 | 37,14% | 21      | =a  |
| Vizcaya 51 apoderados/as - Bilbao: 16 - Busturia-Uribe: 12 - Durango-Arratia: 9 - Encartaciones: 14  | - Diputado general: Josu Bergara (EAJ-PNV) - Gobierno: EAJ-PNV y EA (en minoría) - Censo: 977.090 - Abstención: 348.760 (35,69 %) - Nulos: 5.398 (0,86 %) - En blanco: 9.686 (1,54 %) | PP         | 121.223 | 19,76% | 10      | 1   |
| Vizcaya 51 apoderados/as - Bilbao: 16 - Busturia-Uribe: 12 - Durango-Arratia: 9 - Encartaciones: 14  | - Diputado general: Josu Bergara (EAJ-PNV) - Gobierno: EAJ-PNV y EA (en minoría) - Censo: 977.090 - Abstención: 348.760 (35,69 %) - Nulos: 5.398 (0,86 %) - En blanco: 9.686 (1,54 %) | PSE-EE     | 117.872 | 19,22% | 10      | =   |
| Vizcaya 51 apoderados/as - Bilbao: 16 - Busturia-Uribe: 12 - Durango-Arratia: 9 - Encartaciones: 14  | - Diputado general: Josu Bergara (EAJ-PNV) - Gobierno: EAJ-PNV y EA (en minoría) - Censo: 977.090 - Abstención: 348.760 (35,69 %) - Nulos: 5.398 (0,86 %) - En blanco: 9.686 (1,54 %) | EH         | 102.341 | 16,69% | 9       | 4b  |
| Vizcaya 51 apoderados/as - Bilbao: 16 - Busturia-Uribe: 12 - Durango-Arratia: 9 - Encartaciones: 14  | - Diputado general: Josu Bergara (EAJ-PNV) - Gobierno: EAJ-PNV y EA (en minoría) - Censo: 977.090 - Abstención: 348.760 (35,69 %) - Nulos: 5.398 (0,86 %) - En blanco: 9.686 (1,54 %) | IU-EB      | 32.705  | 5,33%  | 1       | 3   |
| Vizcaya 51 apoderados/as - Bilbao: 16 - Busturia-Uribe: 12 - Durango-Arratia: 9 - Encartaciones: 14  | - Diputado general: Josu Bergara (EAJ-PNV) - Gobierno: EAJ-PNV y EA (en minoría) - Censo: 977.090 - Abstención: 348.760 (35,69 %) - Nulos: 5.398 (0,86 %) - En blanco: 9.686 (1,54 %) | ICV-EHE    | 8.243   | 1,34%  | 0       | 2   |

a Respecto de los resultados que obtuvieron el PNV y EA por separado en 1995.

b Respecto de los resultados que obtuvo Herri Batasuna en 1995.

## Resultados electorales por circunscripciones

### Álava
| ← Elecciones a las Juntas Generales de Álava de 1999 →       | |            |        |        |              |     |
| Cuadrilla                                                    | Censo | Partido    | Votos  | %      | Procuradores | +/- |
| Ayala 6 procuradores                                         | - Censo: 28.569 - Votantes: 20.343 (71,21 %) - Abstención: 8.226 (28,79 %) - Nulos: 237 (1,17 %) - Válidos: 20.106 - Blancos: 313 (1,54 %) - A candidaturas: 19.795        | EAJ-PNV/EA | 7.933  | 40,08% | 3            | =a  |
| Ayala 6 procuradores                                         | - Censo: 28.569 - Votantes: 20.343 (71,21 %) - Abstención: 8.226 (28,79 %) - Nulos: 237 (1,17 %) - Válidos: 20.106 - Blancos: 313 (1,54 %) - A candidaturas: 19.795        | EH         | 4.530  | 22,88% | 1            | =b  |
| Ayala 6 procuradores                                         | - Censo: 28.569 - Votantes: 20.343 (71,21 %) - Abstención: 8.226 (28,79 %) - Nulos: 237 (1,17 %) - Válidos: 20.106 - Blancos: 313 (1,54 %) - A candidaturas: 19.795        | PP         | 3.846  | 19,43% | 1            | =   |
| Ayala 6 procuradores                                         | - Censo: 28.569 - Votantes: 20.343 (71,21 %) - Abstención: 8.226 (28,79 %) - Nulos: 237 (1,17 %) - Válidos: 20.106 - Blancos: 313 (1,54 %) - A candidaturas: 19.795        | PSE-EE     | 2.528  | 12,77% | 1            | =   |
| Ayala 6 procuradores                                         | - Censo: 28.569 - Votantes: 20.343 (71,21 %) - Abstención: 8.226 (28,79 %) - Nulos: 237 (1,17 %) - Válidos: 20.106 - Blancos: 313 (1,54 %) - A candidaturas: 19.795        | IU-EB      | 599    | 3,03%  | 0            | =   |
| Ayala 6 procuradores                                         | - Censo: 28.569 - Votantes: 20.343 (71,21 %) - Abstención: 8.226 (28,79 %) - Nulos: 237 (1,17 %) - Válidos: 20.106 - Blancos: 313 (1,54 %) - A candidaturas: 19.795        | UA         | 359    | 1,81%  | 0            | =   |
| Vitoria-Gasteiz 39 procuradores                              | - Censo: 184.110 - Votantes: 114.009 (61,92 %) - Abstención: 70.101 (38,08 %) - Nulos: 966 (0,85 %) - Válidos: 113.043 - Blancos: 1.836 (1,61 %) - A candidaturas: 111.182 | PP         | 35.225 | 31,68% | 13           | 6   |
| Vitoria-Gasteiz 39 procuradores                              | - Censo: 184.110 - Votantes: 114.009 (61,92 %) - Abstención: 70.101 (38,08 %) - Nulos: 966 (0,85 %) - Válidos: 113.043 - Blancos: 1.836 (1,61 %) - A candidaturas: 111.182 | EAJ-PNV/EA | 26.976 | 24,26% | 10           | 2a  |
| Vitoria-Gasteiz 39 procuradores                              | - Censo: 184.110 - Votantes: 114.009 (61,92 %) - Abstención: 70.101 (38,08 %) - Nulos: 966 (0,85 %) - Válidos: 113.043 - Blancos: 1.836 (1,61 %) - A candidaturas: 111.182 | PSE-EE     | 21.565 | 19,4%  | 8            | 2   |
| Vitoria-Gasteiz 39 procuradores                              | - Censo: 184.110 - Votantes: 114.009 (61,92 %) - Abstención: 70.101 (38,08 %) - Nulos: 966 (0,85 %) - Válidos: 113.043 - Blancos: 1.836 (1,61 %) - A candidaturas: 111.182 | EH         | 13.342 | 12%    | 4            | 1b  |
| Vitoria-Gasteiz 39 procuradores                              | - Censo: 184.110 - Votantes: 114.009 (61,92 %) - Abstención: 70.101 (38,08 %) - Nulos: 966 (0,85 %) - Válidos: 113.043 - Blancos: 1.836 (1,61 %) - A candidaturas: 111.182 | UA         | 8.074  | 7,26%  | 2            | 6   |
| Vitoria-Gasteiz 39 procuradores                              | - Censo: 184.110 - Votantes: 114.009 (61,92 %) - Abstención: 70.101 (38,08 %) - Nulos: 966 (0,85 %) - Válidos: 113.043 - Blancos: 1.836 (1,61 %) - A candidaturas: 111.182 | IU-EB      | 6.000  | 5,4%   | 2            | 1   |
| Zuya, Salvatierra, Añana, Campezo y Laguardia 6 procuradores | - Censo: 30.709 - Votantes: 22.372 (72,85 %) - Abstención: 8.337 (27,15 %) - Nulos: 319 (1,43 %) - Válidos: 22.053 - Blancos: 351 (1,57 %) - A candidaturas: 21.701        | EAJ-PNV/EA | 9.257  | 42,66% | 3            | 1a  |
| Zuya, Salvatierra, Añana, Campezo y Laguardia 6 procuradores | - Censo: 30.709 - Votantes: 22.372 (72,85 %) - Abstención: 8.337 (27,15 %) - Nulos: 319 (1,43 %) - Válidos: 22.053 - Blancos: 351 (1,57 %) - A candidaturas: 21.701        | PP         | 5.536  | 25,51% | 2            | 1   |
| Zuya, Salvatierra, Añana, Campezo y Laguardia 6 procuradores | - Censo: 30.709 - Votantes: 22.372 (72,85 %) - Abstención: 8.337 (27,15 %) - Nulos: 319 (1,43 %) - Válidos: 22.053 - Blancos: 351 (1,57 %) - A candidaturas: 21.701        | EH         | 3.282  | 15,12% | 1            | 1b  |
| Zuya, Salvatierra, Añana, Campezo y Laguardia 6 procuradores | - Censo: 30.709 - Votantes: 22.372 (72,85 %) - Abstención: 8.337 (27,15 %) - Nulos: 319 (1,43 %) - Válidos: 22.053 - Blancos: 351 (1,57 %) - A candidaturas: 21.701        | PSE-EE     | 2.029  | 9,35%  | 0            | =   |
| Zuya, Salvatierra, Añana, Campezo y Laguardia 6 procuradores | - Censo: 30.709 - Votantes: 22.372 (72,85 %) - Abstención: 8.337 (27,15 %) - Nulos: 319 (1,43 %) - Válidos: 22.053 - Blancos: 351 (1,57 %) - A candidaturas: 21.701        | UA         | 1.015  | 4,68%  | 0            | 1   |
| Zuya, Salvatierra, Añana, Campezo y Laguardia 6 procuradores | - Censo: 30.709 - Votantes: 22.372 (72,85 %) - Abstención: 8.337 (27,15 %) - Nulos: 319 (1,43 %) - Válidos: 22.053 - Blancos: 351 (1,57 %) - A candidaturas: 21.701        | IU-EB      | 582    | 2,68%  | 0            | =   |

a Respecto de los resultados que obtuvieron el PNV y EA por separado en 1995.

b Respecto de los resultados que obtuvo Herri Batasuna en 1995.

### Guipúzcoa
| ← Elecciones a las Juntas Generales de Guipúzcoa de 1999 → | |             |        |        |          |     |
| Comarcas                                                   | Censo | Partido     | Votos  | %      | Junteros | +/- |
| Bidasoa-Oiartzun 11 junteros                               | - Censo: 121.933 - Votantes: 74.863 (61,4 %) - Abstención: 47.070 (38,6 %) - Nulos: 742 (0,99 %) - Válidos: 74.121 - Blancos: 1.366 (1,82 %) - A candidaturas: 72.755        | EAJ-PNV/EA  | 21.081 | 28,98% | 3        | =a  |
| Bidasoa-Oiartzun 11 junteros                               | - Censo: 121.933 - Votantes: 74.863 (61,4 %) - Abstención: 47.070 (38,6 %) - Nulos: 742 (0,99 %) - Válidos: 74.121 - Blancos: 1.366 (1,82 %) - A candidaturas: 72.755        | EH          | 18.422 | 25,32% | 3        | 1b  |
| Bidasoa-Oiartzun 11 junteros                               | - Censo: 121.933 - Votantes: 74.863 (61,4 %) - Abstención: 47.070 (38,6 %) - Nulos: 742 (0,99 %) - Válidos: 74.121 - Blancos: 1.366 (1,82 %) - A candidaturas: 72.755        | PSE-EE      | 17.595 | 24,18% | 3        | =   |
| Bidasoa-Oiartzun 11 junteros                               | - Censo: 121.933 - Votantes: 74.863 (61,4 %) - Abstención: 47.070 (38,6 %) - Nulos: 742 (0,99 %) - Válidos: 74.121 - Blancos: 1.366 (1,82 %) - A candidaturas: 72.755        | PP          | 11.904 | 16,36% | 2        | =   |
| Bidasoa-Oiartzun 11 junteros                               | - Censo: 121.933 - Votantes: 74.863 (61,4 %) - Abstención: 47.070 (38,6 %) - Nulos: 742 (0,99 %) - Válidos: 74.121 - Blancos: 1.366 (1,82 %) - A candidaturas: 72.755        | EB-B        | 3.516  | 4,83%  | 0        | 1   |
| Bidasoa-Oiartzun 11 junteros                               | - Censo: 121.933 - Votantes: 74.863 (61,4 %) - Abstención: 47.070 (38,6 %) - Nulos: 742 (0,99 %) - Válidos: 74.121 - Blancos: 1.366 (1,82 %) - A candidaturas: 72.755        | Plazandreok | 237    | 0,33%  | 0        | =   |
| Deba-Urola 14 junteros                                     | - Censo: 156.852 - Votantes: 110.494 (70,44 %) - Abstención: 46.358 (29,56 %) - Nulos: 1.280 (1,16 %) - Válidos: 108.214 - Blancos: 1.155 (1,05 %) - A candidaturas: 108.059 | EAJ-PNV/EA  | 47.101 | 43,59% | 7        | 1a  |
| Deba-Urola 14 junteros                                     | - Censo: 156.852 - Votantes: 110.494 (70,44 %) - Abstención: 46.358 (29,56 %) - Nulos: 1.280 (1,16 %) - Válidos: 108.214 - Blancos: 1.155 (1,05 %) - A candidaturas: 108.059 | EH          | 33.414 | 30,92% | 4        | 1b  |
| Deba-Urola 14 junteros                                     | - Censo: 156.852 - Votantes: 110.494 (70,44 %) - Abstención: 46.358 (29,56 %) - Nulos: 1.280 (1,16 %) - Válidos: 108.214 - Blancos: 1.155 (1,05 %) - A candidaturas: 108.059 | PSE-EE      | 14.350 | 13,28% | 2        | =   |
| Deba-Urola 14 junteros                                     | - Censo: 156.852 - Votantes: 110.494 (70,44 %) - Abstención: 46.358 (29,56 %) - Nulos: 1.280 (1,16 %) - Válidos: 108.214 - Blancos: 1.155 (1,05 %) - A candidaturas: 108.059 | PP          | 10.035 | 9,29%  | 1        | =   |
| Deba-Urola 14 junteros                                     | - Censo: 156.852 - Votantes: 110.494 (70,44 %) - Abstención: 46.358 (29,56 %) - Nulos: 1.280 (1,16 %) - Válidos: 108.214 - Blancos: 1.155 (1,05 %) - A candidaturas: 108.059 | IU-EB       | 2.876  | 2,66%  | 0        | =   |
| Deba-Urola 14 junteros                                     | - Censo: 156.852 - Votantes: 110.494 (70,44 %) - Abstención: 46.358 (29,56 %) - Nulos: 1.280 (1,16 %) - Válidos: 108.214 - Blancos: 1.155 (1,05 %) - A candidaturas: 108.059 | Plazandreok | 283    | 0,26%  | 0        | =   |
| Donostialdea 17 junteros                                   | - Censo: 199.973 - Votantes: 127.906 (63,96 %) - Abstención: 72.067 (36,04 %) - Nulos: 692 (0,54 %) - Válidos: 127.214 - Blancos: 2.432 (1,9 %) - A candidaturas: 124.782    | EAJ-PNV/EA  | 34.945 | 28%    | 5        | 1a  |
| Donostialdea 17 junteros                                   | - Censo: 199.973 - Votantes: 127.906 (63,96 %) - Abstención: 72.067 (36,04 %) - Nulos: 692 (0,54 %) - Válidos: 127.214 - Blancos: 2.432 (1,9 %) - A candidaturas: 124.782    | EH          | 30.134 | 24,15% | 4        | 1b  |
| Donostialdea 17 junteros                                   | - Censo: 199.973 - Votantes: 127.906 (63,96 %) - Abstención: 72.067 (36,04 %) - Nulos: 692 (0,54 %) - Válidos: 127.214 - Blancos: 2.432 (1,9 %) - A candidaturas: 124.782    | PSE-EE      | 26.761 | 21,45% | 4        | 1   |
| Donostialdea 17 junteros                                   | - Censo: 199.973 - Votantes: 127.906 (63,96 %) - Abstención: 72.067 (36,04 %) - Nulos: 692 (0,54 %) - Válidos: 127.214 - Blancos: 2.432 (1,9 %) - A candidaturas: 124.782    | PP          | 26.476 | 21,22% | 4        | =   |
| Donostialdea 17 junteros                                   | - Censo: 199.973 - Votantes: 127.906 (63,96 %) - Abstención: 72.067 (36,04 %) - Nulos: 692 (0,54 %) - Válidos: 127.214 - Blancos: 2.432 (1,9 %) - A candidaturas: 124.782    | IU-EB       | 4.991  | 4%     | 0        | 1   |
| Donostialdea 17 junteros                                   | - Censo: 199.973 - Votantes: 127.906 (63,96 %) - Abstención: 72.067 (36,04 %) - Nulos: 692 (0,54 %) - Válidos: 127.214 - Blancos: 2.432 (1,9 %) - A candidaturas: 124.782    | LV          | 915    | 0,73%  | 0        | =   |
| Donostialdea 17 junteros                                   | - Censo: 199.973 - Votantes: 127.906 (63,96 %) - Abstención: 72.067 (36,04 %) - Nulos: 692 (0,54 %) - Válidos: 127.214 - Blancos: 2.432 (1,9 %) - A candidaturas: 124.782    | Plazandreok | 560    | 0,45%  | 0        | =   |
| Oria 9 junteros                                            | - Censo: 104.569 - Votantes: 71.063 (67,96 %) - Abstención: 33.506 (32,04 %) - Nulos: 1.283 (1,81 %) - Válidos: 69.780 - Blancos: 942 (1,33 %) - A candidaturas: 68.838      | EAJ-PNV/EA  | 26.904 | 39,08% | 4        | 1a  |
| Oria 9 junteros                                            | - Censo: 104.569 - Votantes: 71.063 (67,96 %) - Abstención: 33.506 (32,04 %) - Nulos: 1.283 (1,81 %) - Válidos: 69.780 - Blancos: 942 (1,33 %) - A candidaturas: 68.838      | EH          | 23.063 | 33,5%  | 3        | =b  |
| Oria 9 junteros                                            | - Censo: 104.569 - Votantes: 71.063 (67,96 %) - Abstención: 33.506 (32,04 %) - Nulos: 1.283 (1,81 %) - Válidos: 69.780 - Blancos: 942 (1,33 %) - A candidaturas: 68.838      | PSE-EE      | 9.467  | 13,75% | 1        | =   |
| Oria 9 junteros                                            | - Censo: 104.569 - Votantes: 71.063 (67,96 %) - Abstención: 33.506 (32,04 %) - Nulos: 1.283 (1,81 %) - Válidos: 69.780 - Blancos: 942 (1,33 %) - A candidaturas: 68.838      | PP          | 6.614  | 9,61%  | 1        | 1   |
| Oria 9 junteros                                            | - Censo: 104.569 - Votantes: 71.063 (67,96 %) - Abstención: 33.506 (32,04 %) - Nulos: 1.283 (1,81 %) - Válidos: 69.780 - Blancos: 942 (1,33 %) - A candidaturas: 68.838      | IU-EB       | 2.256  | 3,28%  | 0        | =   |
| Oria 9 junteros                                            | - Censo: 104.569 - Votantes: 71.063 (67,96 %) - Abstención: 33.506 (32,04 %) - Nulos: 1.283 (1,81 %) - Válidos: 69.780 - Blancos: 942 (1,33 %) - A candidaturas: 68.838      | LV          | 360    | 0,52%  | 0        | =   |
| Oria 9 junteros                                            | - Censo: 104.569 - Votantes: 71.063 (67,96 %) - Abstención: 33.506 (32,04 %) - Nulos: 1.283 (1,81 %) - Válidos: 69.780 - Blancos: 942 (1,33 %) - A candidaturas: 68.838      | Plazandreok | 174    | 0,25%  | 0        | =   |

a Respecto de los resultados que obtuvieron el PNV y EA por separado en 1995.

b Respecto de los resultados que obtuvo Herri Batasuna en 1995.

### Vizcaya
| ← Elecciones a las Juntas Generales de Vizcaya de 1999 → | |            |        |        |            |     |
| Comarcas                                                 | Censo | Partido    | Votos  | %      | Apoderados | +/- |
| Bilbao 16 apoderados                                     | - Censo: 313.356 - Votantes: 190.105 (60,67 %) - Abstención: 123.251 (39,33 %) - Nulos: 1.332 (0,7 %) - Válidos: 188.773 - Blancos: 2.913 (1,53 %) - A candidaturas: 185.860 | EAJ-PNV/EA | 60.069 | 32,32% | 6          | 1a  |
| Bilbao 16 apoderados                                     | - Censo: 313.356 - Votantes: 190.105 (60,67 %) - Abstención: 123.251 (39,33 %) - Nulos: 1.332 (0,7 %) - Válidos: 188.773 - Blancos: 2.913 (1,53 %) - A candidaturas: 185.860 | PP         | 49.415 | 26,59% | 5          | 1   |
| Bilbao 16 apoderados                                     | - Censo: 313.356 - Votantes: 190.105 (60,67 %) - Abstención: 123.251 (39,33 %) - Nulos: 1.332 (0,7 %) - Válidos: 188.773 - Blancos: 2.913 (1,53 %) - A candidaturas: 185.860 | PSE-EE     | 33.285 | 17,91% | 3          | =   |
| Bilbao 16 apoderados                                     | - Censo: 313.356 - Votantes: 190.105 (60,67 %) - Abstención: 123.251 (39,33 %) - Nulos: 1.332 (0,7 %) - Válidos: 188.773 - Blancos: 2.913 (1,53 %) - A candidaturas: 185.860 | EH         | 24.370 | 13,11% | 2          | 1b  |
| Bilbao 16 apoderados                                     | - Censo: 313.356 - Votantes: 190.105 (60,67 %) - Abstención: 123.251 (39,33 %) - Nulos: 1.332 (0,7 %) - Válidos: 188.773 - Blancos: 2.913 (1,53 %) - A candidaturas: 185.860 | IU-EB      | 9.861  | 5,31%  | 0          | 1   |
| Bilbao 16 apoderados                                     | - Censo: 313.356 - Votantes: 190.105 (60,67 %) - Abstención: 123.251 (39,33 %) - Nulos: 1.332 (0,7 %) - Válidos: 188.773 - Blancos: 2.913 (1,53 %) - A candidaturas: 185.860 | ICV-EHE    | 7.252  | 3,9%   | 0          | 2   |
| Busturia-Uribe 12 apoderados                             | - Censo: 226.675 - Votantes: 156.377 (68,99 %) - Abstención: 70.298 (31,01 %) - Nulos: 1.265 (0,81 %) - Válidos: 155.112 - Blancos: 2.306 (1,47 %) - A candidaturas: 152.806 | EAJ-PNV/EA | 73.266 | 47,95% | 6          | 1a  |
| Busturia-Uribe 12 apoderados                             | - Censo: 226.675 - Votantes: 156.377 (68,99 %) - Abstención: 70.298 (31,01 %) - Nulos: 1.265 (0,81 %) - Válidos: 155.112 - Blancos: 2.306 (1,47 %) - A candidaturas: 152.806 | EH         | 32.595 | 21,33% | 3          | 1b  |
| Busturia-Uribe 12 apoderados                             | - Censo: 226.675 - Votantes: 156.377 (68,99 %) - Abstención: 70.298 (31,01 %) - Nulos: 1.265 (0,81 %) - Válidos: 155.112 - Blancos: 2.306 (1,47 %) - A candidaturas: 152.806 | PP         | 25.792 | 16,88% | 2          | =   |
| Busturia-Uribe 12 apoderados                             | - Censo: 226.675 - Votantes: 156.377 (68,99 %) - Abstención: 70.298 (31,01 %) - Nulos: 1.265 (0,81 %) - Válidos: 155.112 - Blancos: 2.306 (1,47 %) - A candidaturas: 152.806 | PSE-EE     | 15.115 | 9,89%  | 1          | =   |
| Busturia-Uribe 12 apoderados                             | - Censo: 226.675 - Votantes: 156.377 (68,99 %) - Abstención: 70.298 (31,01 %) - Nulos: 1.265 (0,81 %) - Válidos: 155.112 - Blancos: 2.306 (1,47 %) - A candidaturas: 152.806 | IU-EB      | 5.173  | 3,39%  | 0          | =   |
| Busturia-Uribe 12 apoderados                             | - Censo: 226.675 - Votantes: 156.377 (68,99 %) - Abstención: 70.298 (31,01 %) - Nulos: 1.265 (0,81 %) - Válidos: 155.112 - Blancos: 2.306 (1,47 %) - A candidaturas: 152.806 | ICV-EHE    | 411    | 0,27%  | 0          | =   |
| Durango-Arratia 9 apoderados                             | - Censo: 175.179 - Votantes: 117.559 (67,11 %) - Abstención: 57.620 (32,89 %) - Nulos: 1.127 (0,96 %) - Válidos: 116.432 - Blancos: 1.644 (1,4 %) - A candidaturas: 114.888  | EAJ-PNV/EA | 44.641 | 38,86% | 4          | =a  |
| Durango-Arratia 9 apoderados                             | - Censo: 175.179 - Votantes: 117.559 (67,11 %) - Abstención: 57.620 (32,89 %) - Nulos: 1.127 (0,96 %) - Válidos: 116.432 - Blancos: 1.644 (1,4 %) - A candidaturas: 114.888  | EH         | 23.863 | 20,77% | 2          | 1b  |
| Durango-Arratia 9 apoderados                             | - Censo: 175.179 - Votantes: 117.559 (67,11 %) - Abstención: 57.620 (32,89 %) - Nulos: 1.127 (0,96 %) - Válidos: 116.432 - Blancos: 1.644 (1,4 %) - A candidaturas: 114.888  | PSE-EE     | 22.143 | 19,27% | 2          | =   |
| Durango-Arratia 9 apoderados                             | - Censo: 175.179 - Votantes: 117.559 (67,11 %) - Abstención: 57.620 (32,89 %) - Nulos: 1.127 (0,96 %) - Válidos: 116.432 - Blancos: 1.644 (1,4 %) - A candidaturas: 114.888  | PP         | 17.860 | 15,55% | 1          | =   |
| Durango-Arratia 9 apoderados                             | - Censo: 175.179 - Votantes: 117.559 (67,11 %) - Abstención: 57.620 (32,89 %) - Nulos: 1.127 (0,96 %) - Válidos: 116.432 - Blancos: 1.644 (1,4 %) - A candidaturas: 114.888  | IU-EB      | 5.787  | 5,04%  | 0          | 1   |
| Encartaciones 14 apoderados                              | - Censo: 261.880 - Votantes: 164.289 (62,73 %) - Abstención: 97.591 (37,27 %) - Nulos: 1.674 (1,02 %) - Válidos: 162.615 - Blancos: 2.823 (1,72 %) - A candidaturas: 159.786 | EAJ-PNV/EA | 49.792 | 31,16% | 5          | =a  |
| Encartaciones 14 apoderados                              | - Censo: 261.880 - Votantes: 164.289 (62,73 %) - Abstención: 97.591 (37,27 %) - Nulos: 1.674 (1,02 %) - Válidos: 162.615 - Blancos: 2.823 (1,72 %) - A candidaturas: 159.786 | PSE-EE     | 47.329 | 29,62% | 4          | =   |
| Encartaciones 14 apoderados                              | - Censo: 261.880 - Votantes: 164.289 (62,73 %) - Abstención: 97.591 (37,27 %) - Nulos: 1.674 (1,02 %) - Válidos: 162.615 - Blancos: 2.823 (1,72 %) - A candidaturas: 159.786 | PP         | 28.156 | 17,62% | 2          | =   |
| Encartaciones 14 apoderados                              | - Censo: 261.880 - Votantes: 164.289 (62,73 %) - Abstención: 97.591 (37,27 %) - Nulos: 1.674 (1,02 %) - Válidos: 162.615 - Blancos: 2.823 (1,72 %) - A candidaturas: 159.786 | EH         | 21.513 | 13,46% | 2          | 1b  |
| Encartaciones 14 apoderados                              | - Censo: 261.880 - Votantes: 164.289 (62,73 %) - Abstención: 97.591 (37,27 %) - Nulos: 1.674 (1,02 %) - Válidos: 162.615 - Blancos: 2.823 (1,72 %) - A candidaturas: 159.786 | IU-EB      | 11.884 | 7,44%  | 1          | 1   |
| Encartaciones 14 apoderados                              | - Censo: 261.880 - Votantes: 164.289 (62,73 %) - Abstención: 97.591 (37,27 %) - Nulos: 1.674 (1,02 %) - Válidos: 162.615 - Blancos: 2.823 (1,72 %) - A candidaturas: 159.786 | ICV-EHE    | 580    | 0,36%  | 0          | =   |

a Respecto de los resultados que obtuvieron el PNV y EA por separado en 1995.

b Respecto de los resultados que obtuvo Herri Batasuna en 1995.